# Brytyjskie koty
Ten artykuł dotyczy stworzenia, którego istnienia nie potwierdza współczesna zoologia.

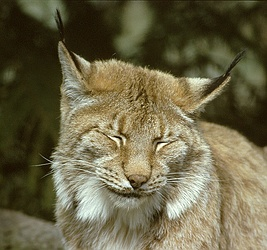
Ryś europejski

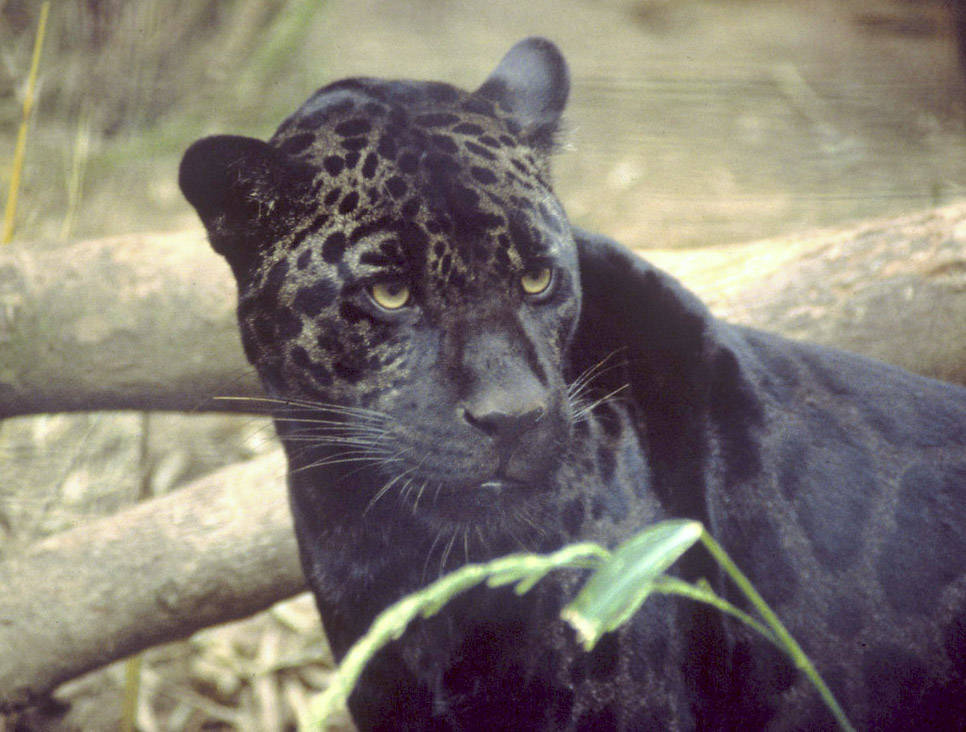
Czarny Jaguar

Brytyjskie koty – okazy dużych drapieżników z rodziny kotów, zwłaszcza lampartów, w tym odmiana melanistyczna, tzw. czarna pantera, a także puma lub jaguar, rzekomo spotykane współcześnie na odludnych terenach Wielkiej Brytanii. W języku angielskim fenomen ten jest określany jako phantom cats lub alien big cats i wzmiankowany jest także w Australii, Nowej Zelandii i na Hawajach.
Jego wyjaśnieniem może być moda na trzymanie dużych drapieżnych kotowatych w prywatnych domach w latach 70. XX wieku, która została ograniczona restrykcyjnymi przepisami ustawy z 1976 r. Część z tych drapieżników mogła zostać wypuszczona na wolność przez hodowców, którzy nie byli w stanie lub nie chcieli sprostać wymogom ustawy. Część doniesień o brytyjskich kotach należy jednak prawdopodobnie do kategorii legend miejskich. Zwierzęta te są obiektem zainteresowania części kryptozoologów – choć inni, w tym Bernard Heuvelmans, sprzeciwiali się zaliczaniu znanych gatunków zwierząt pojawiających się poza naturalnym obszarem ich występowania, w tym alien big cats, do obiektów badań kryptozoologii.